# Mirra (café)
Mirra é um tipo tradicional de café amargo preparado em várias regiões do Médio Oriente como as províncias de Hatay, Adana, Şanlıurfa e Mardin na Turquia, e em países árabes como o Líbano e a Síria e os países da Península Arábica. É por vezes designado café árabe porque o nome provém do idioma árabe: "mur", que significa "amargo".
Pode ser preparado com especiarias como o açafrão ou o cardamomo, o que dá como resultado uma bebida amarga e aromatizada com uma cor ligeiramente verde.
O café árabe foi incluído na Lista Representativa do Património Cultural Imaterial da Humanidade pela UNESCO em 2015.

## Preparação
O café é tradicionalmente preparado na presença dos convidados. As preparações começam com a seleção dos grãos, que são levemente torrados em uma panela plana antes de esmagá-los em um almofariz de cobre com um martelo do mesmo metal. Os grãos são então moídos em uma grande máquina de café, também feita de cobre, que é preenchida com água e colocada no fogo. É preparado fervendo a água numa caçarola ou dallah. Quando começa a ferver, junta-se o café e baixa-se o lume ao mínimo, deixando-o durante um curto período e retirando do lumne, junta-se as especiarias como cardamomo, açafrão, cravo-aromático ou água de rosas e deixa-se ferver. Filtra-se e verte-se numa chaleira.
Serve-se em pequenas taças chamadas finjaan, apenas até um quarto ou metade para que esfriem rapidamente. Não se lhe junta açúcar, mas serve-se com um acompanhamento doce, como tâmaras. A etiqueta indica que os convidados devem aceitar pelo menos uma chávena, embora o típico seja beber três.

## Importância cultural
Servir um café árabe é um elemento importante da hospitalidade nas sociedades dos países árabes e é considerado um ato ritual de generosidade. O primeiro a ser servido é o convidado mais importante ou o mais velho. As chávenas dos convidados são cheias aquém da sua capacidade, para assim se poder voltar a servir o café várias vezes mais. A etiqueta requer que cada convidado beba uma chávena pelo menos, mas não mais que três. O café árabe é preparado por homens e mulheres de todas as condições sociais, especialmente na casa familiar. Considera-se que os principais depositários desta prática cultural são os xeques e chefes tribais que servem café nos lugares onde se encontram, os homens e mulheres mais velhos da comunidade e os beduínos proprietários de negócios de café. A transmissão de conhecimentos e usos tradicionais ligados ao café árabe é realizada dentro das famílias, através da observação e prática. Os jovens acompanham os idosos das suas famílias ao mercado para aprender a selecionar os melhores grãos.